# NGC 7821
NGC 7821 (również PGC 367) – galaktyka spiralna (Sc), znajdująca się w gwiazdozbiorze Wieloryba. Odkrył ją Ormond Stone 3 listopada 1885 roku.